# نوروز قبطی
نوروز قبطی، نوروز مصری، نیروز قبطی به آغاز سال نو در روز اول ماه توت (یکی از ماه‌های مصر باستان) در مصر باستان گفته می‌شود. نوروز مصری در فصل بهار و قرار گرفتن خورشید در برج حمل همزمان با طغیان رود نیل و آغاز فصل زراعی بود. نوروز قبطی در مصر با نوروز در ایران باستان هر چند از لحاظ زمان برگزاری تفاوت دارد ولی در اصل یکی است زیرا مصریان جشن نوروز را از ایرانیان گرفته و با همان نام و آداب و سنن برگزار می‌کردند. مصریان باستان عقیده داشتند که این روز آغاز خلقت نیز می‌باشد. هرودوت عقیده دارد که مصریان باستان اولین کسانی بوده‌اند که سال را به دوازده ماه تقسیم کرده و به پایان آن پنج روز اضافه کرده‌اند. قلقشندی نویسندهٔ کتاب صبح الاعشی نوشته است. نوروز که یکی از مشهورترین اعیاد مصر است از ایران باستان گرفته شده و به آن «نیروز قبطی» داده‌اند. این عید با همان نام و آداب و سنن ایرانی در مصر برگزار می‌شود. این نویسنده در کتاب مناهج الفکر نیز می‌گوید: مصریان در آن روز شادی کرده، آتش می‌افروزند و آب بر روی هم می‌پاشند که از مراسم ایرانیان به مراتب مفصل تر است. مردم شام نیز همین آیین را در اول ماه نیایش که یکی از ماه‌های رومی است برگزار می‌کنند. بنابر یک فرضیه احتمالاً کمبوجیه دوم نوروز باستان را به مصر برده است. بر طبق نظریه‌ای دیگر تاریخ ورود نوروز در مصر باستان در عهد حکومت داریوش بزرگ جانشین کمبوجیه بوده است. در زمان این پادشاه روابط فرهنگی میان مصریان و ایران محکم و استوار بوده است. مورخان و پژوهشگران همچنین نقل کرده‌اند که داریوش بعضی از اصلاحات تقویم مصری را به سرزمین خود آورده است. حتی پس از فتح مصر از طرف اعراب نیز این جشن باستانی در این کشور ادامه داشته است. برخی نیز عقیده دارند که ورود نوروز در مصر پس از ورود اعراب به این سرزمین بوده است. اما روایت‌هایی که از ابن ایاس باقی مانده است نشان می‌دهد که مصریان قبل از ورود اسلام به مصر نوروز را برگزار می‌کردند و با آداب و رسوم ایرانیان باستان شباهت بسیاری دیده می‌شود. مردم مصر در عید نوروز آتش می‌افروزند و بر یکدیگر آب می‌پاشند. به کارمندان و خانواده هایشان لباس و پوشاک داده می‌شود و طبق عادت دیرینه مردم نیز به همدیگر هدیه می‌دهند.
در مصر در دوره اسلامی جشن نوروز دچار انحطاط گشته مبدل به اعمال و گفتار و شوخی‌های زننده مشابه آنچه در روزهای جشن هولی (جشنوارهٔ رنگ‌ها) در هند شنیده می‌شود، گردید. به طوری که چندین شاه مصر از جمله ملک معز فاطمی برگزاری آیین نوروز را ممنوع کرد.